# Copelatus concii
Copelatus concii es una especie de escarabajo buceador del género Copelatus, de la subfamilia Copelatinae, en la familia Dytiscidae. Fue descrito por Billafdo en 1982.